# El Capire, Michoacán de Ocampo
El Capire är en ort i Mexiko.   Den ligger i kommunen Turicato och delstaten Michoacán de Ocampo, i den södra delen av landet, 230 km väster om huvudstaden Mexico City. El Capire ligger 436 meter över havet och antalet invånare är 105.
Terrängen runt El Capire är huvudsakligen kuperad. El Capire ligger nere i en dal. Runt El Capire är det ganska glesbefolkat, med 24 invånare per kvadratkilometer. Närmaste större samhälle är Cuitzián Grande, 5,3 km sydväst om El Capire. I omgivningarna runt El Capire växer huvudsakligen savannskog.